# گیاه‌پارچ سارانگانی
گیاه‌پارچ سارانگانی (نام علمی: Nepenthes saranganiensis) نام یک گونه از سرده گیاه‌پارچ‌ها و در سارانگانی بومی میندانائو در فیلیپین است. این به دلیل چسبندگی برگ بسیار نازک آن است که به فاصله زیادی در پایین ساقه گسترش می‌یابد و اغلب تا میانگره بعدی ادامه می‌یابد.
گیاه‌پارچ سارانگانی متعلق به گروه غیررسمی گیاه‌پارچ باله‌دار است که شامل، گیاه‌پارچ باله‌دار، گیاه‌پارچ سسیلیا، گیاه‌پارچ گل‌قلمی، گیاه‌پارچ کاپلاندی، گیاه‌پارچ منقرض، گیاه‌پارچ همیگویتان، گیاه‌پارچ کیتانگلاد، گیاه‌پارچ راموس، گیاه‌پارچ لیته، گیاه‌پارچ نگروس، گیاه‌پارچ میندانائو و گیاه‌پارچ فرا می‌شود.
این گونه‌ها توسط تعدادی از خصوصیات ریخت‌شناسی، از جمله دمبرگ‌های بالدار، کلاهک‌هایی با برآمدگی‌های پایه در سطح پایین (اغلب به صورت ضمیمه) و پارچ‌های بالایی که معمولاً وسیع‌ترین نزدیک به پایه هستند، متحد می‌شوند. این گونه دورگه طبیعی شناخته شده‌ای ندارد. هیچ شکل یا جوره‌ای شرح داده نشده است.